# Bellac
Bellac è un comune francese di 4 580 abitanti situato nel dipartimento dell'Alta Vienne nella regione della Nuova Aquitania.

## Società

### Evoluzione demografica
Abitanti censiti

## Amministrazione

### Gemellaggi
- Wassertrüdingen, dal 1983
- Sifoe, dal 2006